# Hikmatullo Wohidow
Hikmatullo Farhodowicz Wohidow (tadż. Ҳикматулло Фарҳодович Воҳидов ;ur. 29 sierpnia 1991) – tadżycki zapaśnik walczący w stylu wolnym. Zajął dziesiąte miejsce na igrzyskach azjatyckich w 2022 i siedemnaste w 2018. Wicemistrz Azji w 2020; piąty w 2019 roku.